# Ostřice chudokvětá
Ostřice chudokvětá (Carex pauciflora) je druh jednoděložné rostliny z čeledi šáchorovité (Cyperaceae).

## Popis
Jedná se o drobnou rostlinu, dosahuje výšky pouze 10–20 cm. Je vytrvalá a vytváří výběžky, ze kterých vyrůstají jednotlivě lodyhy, je netrsnatá. Lodyha je zaobleně trojhranná. Listy jsou střídavé, přisedlé, s listovými pochvami. Čepele listu jsou pouze 0,5–1,5 mm široké, trochu žlábkovité, štětinovité, dosahující jen asi do půlky lodyhy. Ostřice chudokvětá patří mezi jednoklasé ostřice, to znamená, že na vrcholu lodyhy je pouze 1 klásek, cca 0,5–1 cm, za zralosti až 1,7 cm dlouhý. Je to rostlina jednodomá, v horní části klásku se nacházejí samčí květy (kterých je nejčastěji 2–4), v dolní samičí, kterých je nejčastěji 2–6. Okvětí chybí. V samčích květech jsou zpravidla 3 tyčinky. Čnělky jsou většinou 3. Plodem je mošnička, která je asi 5,9–7,8 mm dlouhá, slámově hnědá, na vrcholu zúžená v zobánek. Každá mošnička je podepřená plevou, která je bledě až červeně hnědá se zeleným kýlem a na okraji se světlejším lemem. Plevy však ještě před dozráním mošniček opadávají a mošničky pak směřují kolmo do boku až jsou skloněny dolů. Kvete nejčastěji v květnu až v červenci. Počet chromozómů: 2n=74 nebo 2n=76.

## Rozšíření
Je to severský druh s cirkumpolárním rozšířením. Roste v severní Evropě, jižněji většinou jen v horách, jako jsou Alpy, Karpaty nebo sudetská pohoří. Dále roste na vhodných místech ve severní Asii, v Kanadě, na Aljašce a v severních státech USA. Mapka rozšíření viz zde: .

## Rozšíření v Česku
Roste hlavně na rašeliništích a na rašelinných loukách. Většina lokalit se nachází v pohraničních pohořích, např. na rašeliništích v subalpínském pásmu Krkonoš je celkem běžná. V nižších polohách je vzácná, např. Třeboňsko. V teplých a suchých oblastech, např. na jižní Moravě, zcela chybí.